# Mazhilis Building
Le Mazhilis Building est un gratte-ciel de 100 mètres de hauteur construit à Astana au Kazakhstan de 2002 à 2004. 
Le bâtiment abrite sur 22 étages la chambre basse du parlement du Kazakhstan, le Majilis. (La chambre haute étant le sénat du Kazakhstan qui siège dans un bâtiment voisin).
La construction du bâtiment a coûté 23,4 millions de $.